# メタルギア ソリッド HD エディション
『メタルギア ソリッド HD エディション』（メタルギア ソリッド エイチディー エディション、METAL GEAR SOLID HD EDITION）はコナミより日本で2011年11月23日に発売されたコンピュータゲームソフト。略称は『MGS HD』。海外では『Metal Gear Solid HD Collection』として発売された。

## 概要
PlayStation 2用ソフトとして発売されたステルスアクションアドベンチャーゲームの『メタルギアソリッド2』と『メタルギアソリッド3』をHDリマスター化してPlayStation 3、Xbox 360用に移植したソフト。リマスタリングプロデューサーはオリジナル版で助監督を務めた松花賢和。
ハイデフ画質（720p、60fps）に対応し、画面が16:9のワイドになった。デモシーンはフルスクリーンとレターボックスの2パターンから選べる（Vita版はフルスクリーンのみ）。トロフィーおよび実績解除にも対応。サウンドは5.1ch対応となる。両作とも一部仕様が異なるものの、完全版（それぞれ『サブスタンス』『サブシスタンス』）と同等の内容となっている。
また、PlayStation 3版のみ、特典としてPlayStation Storeからゲームアーカイブス版の『メタルギアソリッド』をダウンロードできるプロダクトコードが同梱される（Best版には同梱されていない）。監督の小島秀夫は「出来ればトリロジーにしたかったが、『MGS』はHD化してもグラフィックス的に厳しいため、以前のままのダウンロードチケットを封入した」と語っている。Xbox 360版は、アバターアイテム（メタルギアRay・シャゴホッド）のダウンロードコードが付属。また、MSX2復刻版の『メタルギア』、『メタルギア2 ソリッドスネーク』も収録される。
2012年6月28日にはPlayStation Vita版も発売されており、タッチパネルによる武器・装備の選択、デモシーンのズーム等の操作、PlayStation 3版とのセーブデータ共有（Wi-Fi、もしくはクラウド経由によるトランスファリング）が可能。操作方法の変更により、一部無線音声が新録されている。ちなみに、PS Vitaの解像度は720p（1280×720）を下回っているため、HDの定義からは外れている（960×544…Quarter HD。詳しくは画面解像度の項目を参照）。
2018年10月10日よりXbox 360版がXbox Oneの後方互換機能に対応された。
2023年に発売された『メタルギア ソリッド:マスターコレクション Vol.1』に収録されている『MGS2』と『MGS3』は本作から移植したものとなっている。

## バージョン
通常版
PS3版・Xbox 360版のパッケージイラストは新川洋司によるもので、メタルギアソリッド2と3のものが並べて描かれている。PS Vita版のパッケージは、雷電とネイキッド・スネークの姿が並んだものになっている。
プレミアムパッケージ（PS3版・Xbox 360版でのみ発売）
メタルギアソリッド1・2・3の設定資料集（全456ページ・総重量3.1キログラム）と、サウンドトラックCDを同梱した限定版。こちらのパッケージイラストは新川洋司の描き下ろし。これまでメタルギアソリッド3の設定資料集は発売されておらず、このプレミアムパッケージが初収録となる。
ダウンロード版
PlayStation StoreでPS3版の『メタルギアソリッド2 HD版』及び『メタルギアソリッド3 HD版』の個別での配信の他、この2本がセットになった『メタルギアソリッド HD エディション』のダウンロード版が2011年11月23日から配信される予定だったが、同年12月8日に延期された。また、PS Vita版は『メタルギアソリッド2 HD版』及び『メタルギアソリッド3 HD版』の個別での配信のみ2012年7月17日に延期された（この2本がセットのダウンロード版の配信は、パッケージ版発売日の同年6月28日で変更なし）。Xbox Live Arcadeでは、2012年8月21日から配信が開始された。

## 収録タイトル
- メタルギア MSX2復刻版
- メタルギア2 ソリッドスネーク MSX2復刻版
- メタルギアソリッド PS1ゲームアーカイブス版（PS3版のHDエディションにのみプロダクトコードを同梱。ただし、PlayStation 3 the Best版には同梱されていない）
- メタルギアソリッド2 HD版
- メタルギアソリッド3 HD版

MSX2復刻版メタルギア・メタルギア2 ソリッドスネークの2本は、メタルギアソリッド3 HD版のメニュー画面から選択することでプレイできる。

## 主な変更点
メタルギアソリッド2
- 『サブスタンス』では英語音声・日本語字幕だったが、『サブスタンス』の追加要素も含めて全編が日本語音声に対応。それによるペンタゼミン関連の無線、SNAKE TALES A等の音声の新録。
  - ただし、日本語音声を『サブスタンス』の唇動作に無理やり当てているため、デモシーンが多少不自然になってしまっている。
  - 敵兵の無線連絡時間にも同じ現象が起きており、発見された際の無線連絡時に不自然な間がある（ゲーム難易度自体はサブスタンス版とほぼ同一）。
- サブスタンスに収録されていたVR MISSIONS、ALTERNATIVE MISSIONS、SNAKE TALESを収録。ただし、SKATEBOARDINGは削除。また、MISSIONSで記録更新した際にオタコンやスネークが褒めてくれるボイスは削除。
- 処理落ちが全体的に減少し、フレームレートが安定した。
- プラント編序盤、A脚底部海底ドックにある最初のノード（端末）にアクセスした際に個人情報を入力する場面で、PS2版では入力できた項目「性別・生年月日の年（西暦）・血液型」の入力ができず、「生年月日の年」の部分は「????」という表示になっている（生月日の入力は可能。MISSIONSモード初回スタート時の、個人情報を入力する場面も同じ仕様）。
  - これに伴い、エンディングで雷電が投げるドッグタグの印字は性別が「MALE」（男性）、生年月日の年は「XXXX」で固定となっている。
- PS2版にはタンカー編とプラント編を通しでプレイする際、タンカー編で撮影したメタルギアの写真がプラント編中盤のWebサイト画面に表示される演出があったが、該当デモシーンでゲームの進行が止まるバグが発生したため、修正パッチ配信によりこの演出は無くなった（Webサイト画面では、タンカー編をプレイしなかった場合と同じプリセットされたメタルギアの写真が表示される）。

メタルギアソリッド3
- 60fps化（PS3版・Xbox 360版のみ。PS Vita版は30fps）・処理落ちの改善（スモークグレネード使用時や雨・霧のマップなど）。ただしグロズニィグラードなどで周囲を見渡すと多少処理落ちする。
- 20周年記念版同様にBOSS DUEL、猿蛇合戦、シークレットシアター、MGOは未収録。
- 猿蛇合戦で入手するカモフラージュ「BANANA」とアイテム「SARU MASK」削除。
- BOSS DUELの1位を記録すると入手できたカモフラージュ「DPM」とフェイスペイント「GREEN」はゲーム開始時に「MGS3が好きだ」を選ぶと初期装備に加わる。選択しなかった場合でもゲームを1周クリアすることで装備に加わり、2周目以降から使用できる。
- 20周年記念版には残っていた「ガイサベージ」を削除。それに伴い、ガイサベージの夢を見た後の関連イベントも削除された。
- 上述の通り、復刻版『メタルギア』『メタルギア2』はタイトルメニューから選択してプレイする形式に変更。
- ダウンロードすることで使用出来たスペシャルカモフラージュは2周目以降のプレイにてカモフラージュ選択画面で左右を押すことで選択可能になった。ただし「YODOBASHI」等の一部タイアップ系カモフラージュは収録されていない。
- バーチャスミッション終了後から見られるオープニングムービーで、PS2版では「KONAMI PRESENTS」の表示が消えてから「Snake Eater」の演奏が始まったが、PS3版とXbox 360版では「KONAMI PRESENTS」の表示開始と同時に演奏が始まる（PS Vita版では、PS2版と同様に始まる）。
- パラメディックへの無線通信の際に表示される顔写真が、PS2版では正面を向いていたのが斜めを向いたものに変更されている。
- カロリーメイトのパッケージがPS2版のチョコレート味から、メープル味に変更。
- オープニングデモや本編中での特定のコマンド入力による特殊効果の一部削除。
- グラーニニゴルキー南部の段差やグロズニィグラード下水道の柵など、一部の障害物をローリングで飛び越えられなくなっている（アクションボタンで段差を登ったり、柵をエルードすることは可能）。
- ゲーム終盤、スネークとEVAの2人で進む場面で、EVAのスタミナゲージの減るスピードがPS2版よりもゆっくりになり、スタミナ切れが起きにくい。

## プロモーション
本作の発売を記念して、発売日の11月23日には横浜のヨドバシカメラマルチメディア横浜と大阪のヤマダ電機LABI１なんばでイベントが開催された。イベントには小島秀夫と、MGS3ゲーム内のポスターや『メタルギアソリッド ピースウォーカー』にストレンジラブ役で出演した菊地由美が出演しトークショーやサイン会、抽選会が行われた。横浜会場ではスネーク役の大塚明夫とザ・ボス役の井上喜久子も参加した。横浜会場には500人を超えるファンが集まった。
また、AKB48の小嶋陽菜が小島プロダクションに潜入するというシチュエーションのプロモーション映像が2011年11月6日から公開された。テレビCMにも小嶋が起用された。